# Zwitserland op de Olympische Winterspelen 1928
Tijdens de Olympische Winterspelen van 1928, die in Sankt Moritz (Zwitserland) werden gehouden, nam Zwitserland voor de tweede keer deel.

## Medailleoverzicht
| Sport     | Olympiër       | Discipline | Medaille |
| --------- | -------------- | ---------- | -------- |
| IJshockey | Olympisch team | mannen     | Brons    |

## Deelnemers en resultaten

### Bobsleeën
| Olympiër                                                                | Discipline                     | Resultaat | Prestatie                |
| ----------------------------------------------------------------------- | ------------------------------ | --------- | ------------------------ |
| Charles Stöffel René Fonjallaz Henry Höhnes E. Coppetti Louis Koch      | 4/5-mansbob (m) Zwitserland I  | 8e        | 3.25,7 (1.43,1 / 1.42,6) |
| Jean Moillen John Schneider René Ansermoz André Moillen William Pichard | 4/5-mansbob (m) Zwitserland II | 13e       | 3.29,9 (1.41,7 / 1.48,2) |

De reserves bij het bobsleeën, H. Schmid, H. Vetter, E. Zaugg, F. Zogg en Prader namen niet deel.

### Kunstrijden
| Olympiër                   | Discipline | Resultaat | Prestatie               |
| -------------------------- | ---------- | --------- | ----------------------- |
| Elvira Barbey              | vrouwen    | 19e       | pc. 125; 1648,75 punten |
| Elvira Barbey Louis Barbey | paarrijden | 11e       | pc. 97; 64,75 punten    |

### Langlaufen
| Olympiër         | Discipline | Resultaat | Prestatie |
| ---------------- | ---------- | --------- | --------- |
| Walter Bussmann  | 18 km (m)  | 15e       | 1:49.46   |
| Walter Bussmann  | 50 km (m)  | 15e       | 5:38.49   |
| Otto Furrer      | 18 km (m)  | 21e       | 1:57.05   |
| Carlo Gourlaouen | 50 km (m)  | 22e       | 5:55.09   |
| Alphonse Julén   | 18 km (m)  | dnf       | opgave    |
| Robert Wampfler  | 50 km (m)  | 17e       | 5:42.40   |
| Hans Zeier       | 50 km (m)  | dnf       | opgave    |
| Florian Zogg     | 18 km (m)  | 24e       | 1:58.52   |

### Noordse combinatie
| Olympiër       | Discipline | Resultaat | Prestatie                                                          |
| -------------- | ---------- | --------- | ------------------------------------------------------------------ |
| Adolf Rubi     | mannen     | 11e       | 12,625 punten 18 km: 10,250 (1:56.40) schans: 15,000 (46,5+54,0 m) |
| Stefan Lauener | mannen     | 13e       | 12,333 punten 18 km: 8,125 (2:00.57) schans: 16,542 (50,5+59,0m)   |
| David Zogg     | mannen     | 16e       | 11,906 punten 18 km: 10,625 (1:55.56) schans: 13,187 (47,0+47,0m)  |
| Hans Eidenbenz | mannen     | 19e       | 10,551 punten 18 km: 5,875 (2:05.26) schans: 15,227 (47,5+51,5m)   |

### Schansspringen
| Olympiër           | Discipline | Resultaat | Prestatie                   |
| ------------------ | ---------- | --------- | --------------------------- |
| Sepp Mühlbauer     | mannen     | 7e        | 16,541 punten (52,0+58,0 m) |
| Ernst Feuz         | mannen     | 8e        | 16,458 punten (52,5+58,5 m) |
| Gérard Vuilleumier | mannen     | 30e       | 12,020 punten (57,5+62,0 m) |
| Bruno Trojani      | mannen     | 32e       | 10,782 punten (48,5+63,0 m) |

### Skeleton
| Olympiër         | Discipline | Resultaat | Prestatie                         |
| ---------------- | ---------- | --------- | --------------------------------- |
| Alexander Berner | mannen     | 5e        | 3.08,8 (1.03,4 / 1.03,4 / 1.02,0) |
| Willy von Eschen | mannen     | dnf       | opgave (1.04,8 / dnf / —)         |

### IJshockey
| Olympiër | Discipline    | Resultaat | Prestatie |
| --- | ------------- | --------- | --- |
| Giannin Andreossi Mezzi Andreossi Robert Breiter Louis Dufour Charles Fasel Albert Geromini Fritz Kraatz Arnold Martignoni Heini Meng Anton Morosani Luzius Rüedi Richard Torriani | ijshockey (m) | Brons     | groepsfase: 4 - 4 Zwitserland - Oostenrijk 1 - 0 Zwitserland - Duitsland finaleronde: 4 - 0 Zwitserland - Groot-Brittannië 0 - 4 Zwitserland - Zweden 0 - 13 Zwitserland - Canada |

Argentinië · België · Canada · Duitsland · Estland · Finland · Frankrijk · Groot-Brittannië · Hongarije · Italië · Japan · Joegoslavië · Letland · Litouwen · Luxemburg · Mexico · Nederland · Noorwegen · Oostenrijk · Polen · Roemenië · Tsjecho-Slowakije · Verenigde Staten · Zweden · Zwitserland